# Anaphalis saxatilis
Anaphalis saxatilis là một loài thực vật có hoa trong họ Cúc. Loài này được (DC.) Boerl. mô tả khoa học đầu tiên năm 1891.